# الحزب الشيوعي (السويد)
الحزب الشيوعي (Kommunistiska Partiet) هو حزب سياسي شيوعي في السويد.تأسس الحزب في عام 1970 بواسطة فرانك باود .
رئيس الحزب هو أندرس كارلسون.
ينشر الحزب Proletären.
المنظمة الشبابية للحزب هي Revolutionär Kommunistisk Ungdom.
في الانتخابات البرلمانية لعام 1973 حصل الحزب على 8014 صوت (0.16%).
لكن الحزب أخفق في الفوز بأي مقعد في البرلمان.

## مواقع خارجية
- www.kommunistiskapartiet.org